# Łapy (gmina)
Pour les articles homonymes, voir Łapy.
La gmina de Łapy est une commune urbaine-rurale polonaise de la voïvodie de Podlachie et du powiat de Białystok. Elle s'étend sur 127,57 km2 et comptait 23.132 habitants en 2006. Son siège est la ville de Łapy qui se situe à environ 25 kilomètres au sud-ouest de Białystok.

## Villages
Hormis la ville de Łapy, la gmina de Łapy comprend les villages et localités de Bokiny, Daniłowo Duże, Daniłowo Małe, Gąsówka-Oleksin, Gąsówka-Osse, Gąsówka-Skwarki, Gąsówka-Somachy, Łapy-Dębowina, Łapy-Kołpaki, Łapy-Korczaki, Łapy-Łynki, Łapy-Pluśniaki, Łapy-Szołajdy, Nowa Łupianka, Płonka Kościelna, Płonka-Kozły, Płonka-Matyski, Płonka-Strumianka, Roszki-Włodki, Roszki-Wodźki, Stara Gąsówka, Stara Łupianka, Uhowo et Wólka Waniewska.

## Gminy voisines
La gmina de Łapy est voisine des gminy de Choroszcz, Poświętne, Sokoły, Suraż et Turośń Kościelna.